# Hans Jörg Thieme
H. (Hans) Jörg Thieme (* 29. August 1941 in Leipzig) ist ein deutscher Wirtschaftswissenschaftler, Volkswirt, Verleger und emeritierter Hochschulprofessor.

## Leben
Thieme studierte Volkswirtschaftslehre und Rechtswissenschaft an den Universitäten Erlangen-Nürnberg und Marburg. An letzterer legte er 1964 das Diplom- und 1968 das Doktorexamen ab.

### Lehre und Forschung
Danach arbeitete er als Wissenschaftlicher Assistent an der Universität Gießen und nahm 1972 den Ruf als ordentlicher Professor für Wirtschaftswissenschaften an der Universität-Gesamthochschule Essen an und war dort zugleich Mitglied des Gründungssenats.
1977 wechselte Thieme als Professor für Theoretische Volkswirtschaftslehre zur Ruhr-Universität Bochum. Hier war er von 1982 bis 1984 Dekan und Prodekan der Fakultät für Wirtschaftswissenschaften. Ab dem Wintersemester 1989/90 übernahm er an der neu errichteten Wirtschaftswissenschaftlichen Fakultät der Heinrich-Heine-Universität Düsseldorf einen Lehrauftrag. Am 7. Dezember 1990 wurde er dort Ordinarius für Volkswirtschaftslehre und zugleich Gründungsdekan. Im akademischen Jahr 2004/2005 war er nochmals Dekan, 2005/2006 Prodekan. Im Juli 2006 hielt er seine Abschiedsvorlesung und wurde emeritiert.
Thieme knüpfte zahlreiche internationale Kontakte seines Düsseldorfer Lehrstuhls, z. B. nach Warschau, Lodz, Wuhan, Hongkong, Moskau. Ferner wirkte Thieme auch im „Forschungsseminar Radein zum Vergleich von Wirtschafts- und Gesellschaftssystemen e. V.“ (Südtirol).

### Weitere Tätigkeiten
Thieme wirkte auch als Regierungsberater in Kirgisistan und Vietnam. Ab 1993 beriet er die Universität Maribor (Slowenien) beim Universitätsaufbau und wirkte dort zwischen 1992 und 2004 als Gastprofessor.
Thieme war einer der Gründer der düsseldorf university press.

## Werke (Auswahl)
Thieme verfasste Publikationen zur Wirtschaftspolitik, Geldtheorie und Transformationsprozessen in sozialistischen Wirtschaftssystemen.

## Ehrungen
1997 – Silberne Ehrenplakette der Universität Maribor